# Erick Green
Erick O'Brien Green (Inglewood, 9 de maio de 1991) é um basquetebolista profissional estadunidense que atualmente joga pelo Bahçeşehir Koleji na BSL e na EuroCopa. O jogador atua na posição armador e mede 1,93m e pesa 84kg.
Em sua carreira no basquetebol universitário dos Estados Unidos jogou por Instituto Politécnico e Universidade Estadual da Virgínia. Após o término de sua carreira estudantil, foi selecionado no Draft da NBA mas ingressou  profissionalmente no basquetebol italiano.